# Edgars Gauračs
Edgars Gauračs (Rēzekne, 10 marzo 1988) è un ex calciatore lettone, di ruolo attaccante.

## Carriera

### Club
Cresciuto nel Dižvanagi Rēzekne, squadra che nella stagione 2006 era in Virslīga, prima divisione lettone, giunge all'Ascoli nel 2006, senza disputare nessuna partita nel campionato di Serie A.
Nel gennaio del 2009 passa al Rodengo Saiano. Nell'estate dello stesso anno fa ritorno nella Virslīga accasandosi nel Ventspils, con cui gioca 6 partite di campionato ed esordisce in Europa League.
Nel corso del 2009 finisce in Romania, al Rapid Bucarest. Nella stagione successiva è in Moldavia, con lo Sheriff Tiraspol. Tra il 2011 e il 2014 ha disputato la seconda serie russa, prima con l'Enisej, poi con la Torpedo Mosca.
Ad inizio 2014 torna in patria, con lo Spartaks, dove sigla 14 reti in campionato in 16 presenze e poco più di 4 mesi di militanza. A luglio dello stesso anno si trasferisce in prestito agli svizzeri dell'Aarau.
A giugno 2015, torna dal prestito e conclude la stagione allo Spartaks. Ad inizio 2016 passa al Liepāja, ma a metà luglio dello stesso anno torna per la terza volta allo Spartaks, con cui vince il campionato lettone.

### Nazionale
Con la Nazionale lettone Under-21 ha segnato il suo primo gol il 18 novembre 2007 nella vittoria per 1 a 0 contro l'Ungheria in una partita valevole per la qualificazione ad Euro 2009.
Fa il suo esordio in nazionale maggiore il 4 giugno 2011 contro Israele, in una partita valida per le Qualificazioni al campionato europeo di calcio 2012.
Il primo gol (una doppietta) arriva l'anno successivo (1º giugno 2012) contro la Lituania, in Coppa del Baltico: il torneo è stato poi vinto dalla Lettonia, con Gauračs capocannoniere del torneo (tre reti). Nel 2014 ha bissato il successo nella medesima competizione, stavolta senza mettere a segno reti.

## Statistiche

### Cronologia presenze e reti in nazionale
| Cronologia completa delle presenze e delle reti in nazionale ― Lettonia | Cronologia completa delle presenze e delle reti in nazionale ― Lettonia | Cronologia completa delle presenze e delle reti in nazionale ― Lettonia | Cronologia completa delle presenze e delle reti in nazionale ― Lettonia | Cronologia completa delle presenze e delle reti in nazionale ― Lettonia | Cronologia completa delle presenze e delle reti in nazionale ― Lettonia | Cronologia completa delle presenze e delle reti in nazionale ― Lettonia | Cronologia completa delle presenze e delle reti in nazionale ― Lettonia |
| Data                                                                    | Città                                                                   | In casa                                                                 | Risultato                                                               | Ospiti                                                                  | Competizione                                                            | Reti                                                                    | Note                                                                    |
| ----------------------------------------------------------------------- | ----------------------------------------------------------------------- | ----------------------------------------------------------------------- | ----------------------------------------------------------------------- | ----------------------------------------------------------------------- | ----------------------------------------------------------------------- | ----------------------------------------------------------------------- | ----------------------------------------------------------------------- |
| 4-6-2011                                                                | Riga                                                                    | Lettonia                                                                | 1 – 2                                                                   | Israele                                                                 | Qual. Euro 2012                                                         | -                                                                       | 60’                                                                     |
| 26-3-2011                                                               | Graz                                                                    | Austria                                                                 | 3 – 1                                                                   | Lettonia                                                                | Qual. Euro 2012                                                         | -                                                                       | 71’                                                                     |
| 10-8-2011                                                               | Riga                                                                    | Lettonia                                                                | 0 – 2                                                                   | Finlandia                                                               | Amichevole                                                              | -                                                                       | 61’                                                                     |
| 2-9-2011                                                                | Tbilisi                                                                 | Georgia                                                                 | 0 – 1                                                                   | Lettonia                                                                | Qual. Euro 2012                                                         | -                                                                       | 77’                                                                     |
| 7-10-2011                                                               | Riga                                                                    | Lettonia                                                                | 2 – 0                                                                   | Malta                                                                   | Qual. Euro 2012                                                         | -                                                                       | 88’                                                                     |
| 11-10-2011                                                              | Fiume                                                                   | Croazia                                                                 | 2 – 0                                                                   | Lettonia                                                                | Qual. Euro 2012                                                         | -                                                                       | 71’                                                                     |
| 29-2-2012                                                               | Adalia                                                                  | Kazakistan                                                              | 0 – 0                                                                   | Lettonia                                                                | Amichevole                                                              | -                                                                       | 78’                                                                     |
| 22-5-2012                                                               | Klagenfurt                                                              | Lettonia                                                                | 0 – 1                                                                   | Polonia                                                                 | Amichevole                                                              | -                                                                       | 78’                                                                     |
| 1-6-2012                                                                | Võru                                                                    | Lettonia                                                                | 5 – 0                                                                   | Lituania                                                                | Coppa del Baltico 2012                                                  | 2                                                                       | 72’                                                                     |
| 3-6-2012                                                                | Võru                                                                    | Finlandia                                                               | 1 – 1 dts (5 - 3 dtr)                                                   | Lettonia                                                                | Coppa del Baltico 2012                                                  | 1                                                                       | 82’                                                                     |
| 15-8-2012                                                               | Podgorica                                                               | Montenegro                                                              | 2 – 0                                                                   | Lettonia                                                                | Amichevole                                                              | -                                                                       | 63’                                                                     |
| 7-9-2012                                                                | Riga                                                                    | Lettonia                                                                | 1 – 2                                                                   | Grecia                                                                  | Qual. Mondiali 2014                                                     | -                                                                       | 89’                                                                     |
| 12-10-2012                                                              | Bratislava                                                              | Slovacchia                                                              | 2 – 1                                                                   | Lettonia                                                                | Qual. Mondiali 2014                                                     | -                                                                       | 53’ 90+4’                                                               |
| 16-10-2012                                                              | Riga                                                                    | Lettonia                                                                | 2 – 0                                                                   | Liechtenstein                                                           | Qual. Mondiali 2014                                                     | 1                                                                       | 65’                                                                     |
| 6-2-2013                                                                | Kobe                                                                    | Giappone                                                                | 3 – 0                                                                   | Lettonia                                                                | Amichevole                                                              | -                                                                       | 71’                                                                     |
| 22-3-2013                                                               | Vaduz                                                                   | Liechtenstein                                                           | 1 – 1                                                                   | Lettonia                                                                | Qual. Mondiali 2014                                                     | -                                                                       | 66’                                                                     |
| 28-5-2013                                                               | Riga                                                                    | Lettonia                                                                | 3 – 3                                                                   | Turchia                                                                 | Amichevole                                                              | 1                                                                       | 67’                                                                     |
| 7-6-2013                                                                | Riga                                                                    | Lettonia                                                                | 0 – 5                                                                   | Bosnia ed Erzegovina                                                    | Qual. Mondiali 2014                                                     | -                                                                       | 64’                                                                     |
| 29-5-2014                                                               | Liepāja                                                                 | Lettonia                                                                | 0 – 0 dts (4 - 2 dtr)                                                   | Estonia                                                                 | Coppa del Baltico 2014                                                  | -                                                                       | 12’ 75’ 90’                                                             |
| 31-5-2014                                                               | Liepāja                                                                 | Lettonia                                                                | 1 – 0                                                                   | Lituania                                                                | Coppa del Baltico 2014                                                  | -                                                                       | 41’                                                                     |
| Totale                                                                  |                                                                         | Presenze                                                                | 20                                                                      |                                                                         | Reti                                                                    | 5                                                                       |                                                                         |

## Palmarès

### Club
- Campionato lettone: 1

Spartaks Jūrmala: 2016

### Nazionale
- Coppa del Baltico: 2

2012, 2014

### Individuale
- Capocannoniere della Coppa del Baltico: 1

2012 (3 reti)